# Snorricam
Une SnorriCam est un appareillage d'une caméra (à l'instar du steadicam) où celle-ci est fixée directement face à l'acteur.
En marchant, il ne paraît donc pas se mouvoir alors que son environnement bouge fortement. Une SnorriCam offre un point de vue dynamique de la perspective de l'acteur.
Le terme Snorricam fut donné d'après le nom des deux photographes islandais qui l'ont inventé, Einar et Eiður Snorri, qui travaillèrent sous le nom des "frères Snorri" (bien qu'ils n'aient pas de lien de parenté). Il existe d'autres systèmes du même genre, tels que le chestcam, le bodycam ou le bodymount.
L'usage de la Snorricam est l'une des marques de fabrique de Darren Aronofsky qui l'a expérimenté avec Pi, et trouva toute sa dimension dans Requiem for a Dream. Ce type de machinerie a aussi été utilisé dans les clips, notamment le clip de Mick Jagger God gave Me Everything, ou encore dans la vidéo de Molodoï Âme errante.
Par sa proximité dérangeante avec l'acteur, on utilise souvent la Snorricam pour accentuer la folie et la perte de repères des personnages, le personnage est livré a lui même et enfermé dans sa psychologie. La Snorricam accompagne alors souvent des personnages alcooliques (Mean Streets), drogués (Requiem for a Dream), fou (Schizophrenia), ou bien paniqué.